# Idesia polycarpa
Idesia polycarpa là một loài thực vật có hoa trong họ Liễu. Loài này được Maxim. mô tả khoa học đầu tiên năm 1866.

## Hình ảnh

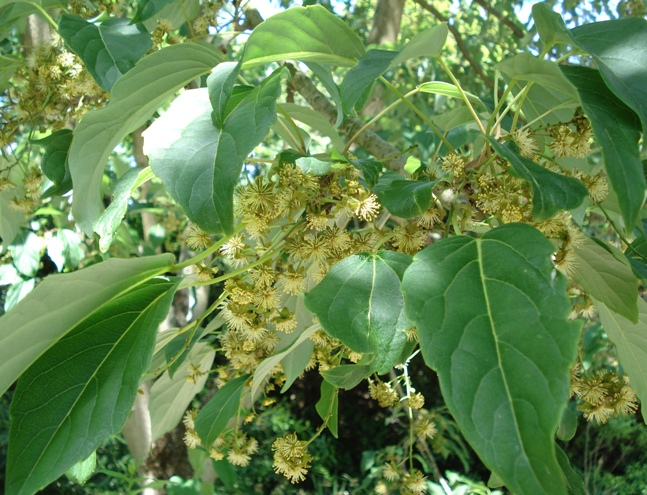
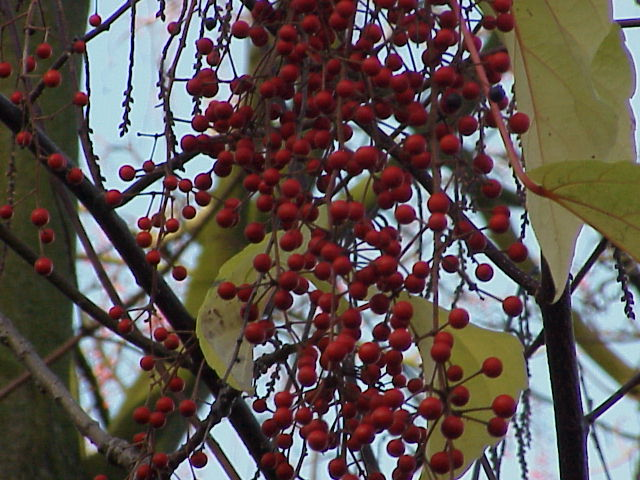
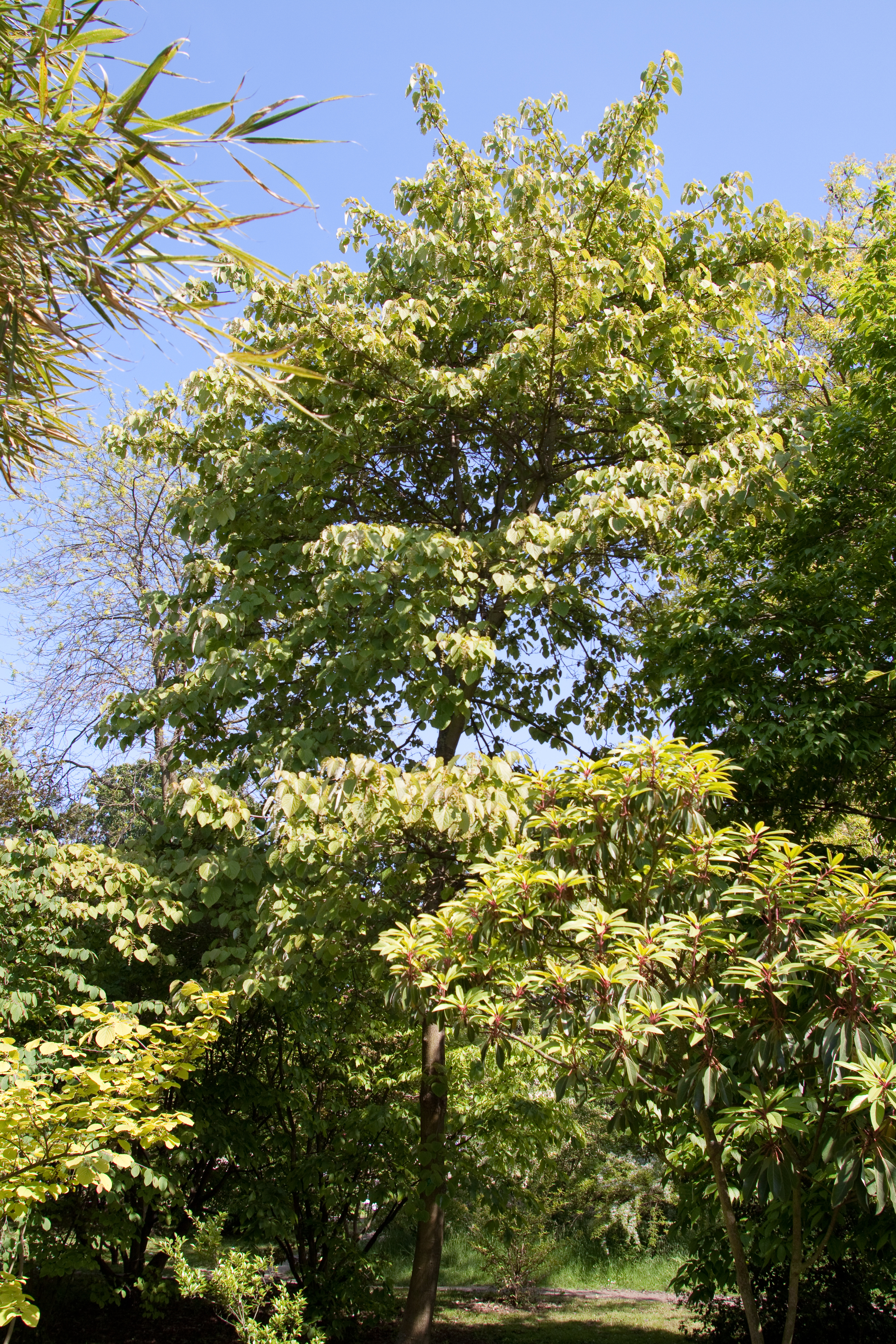
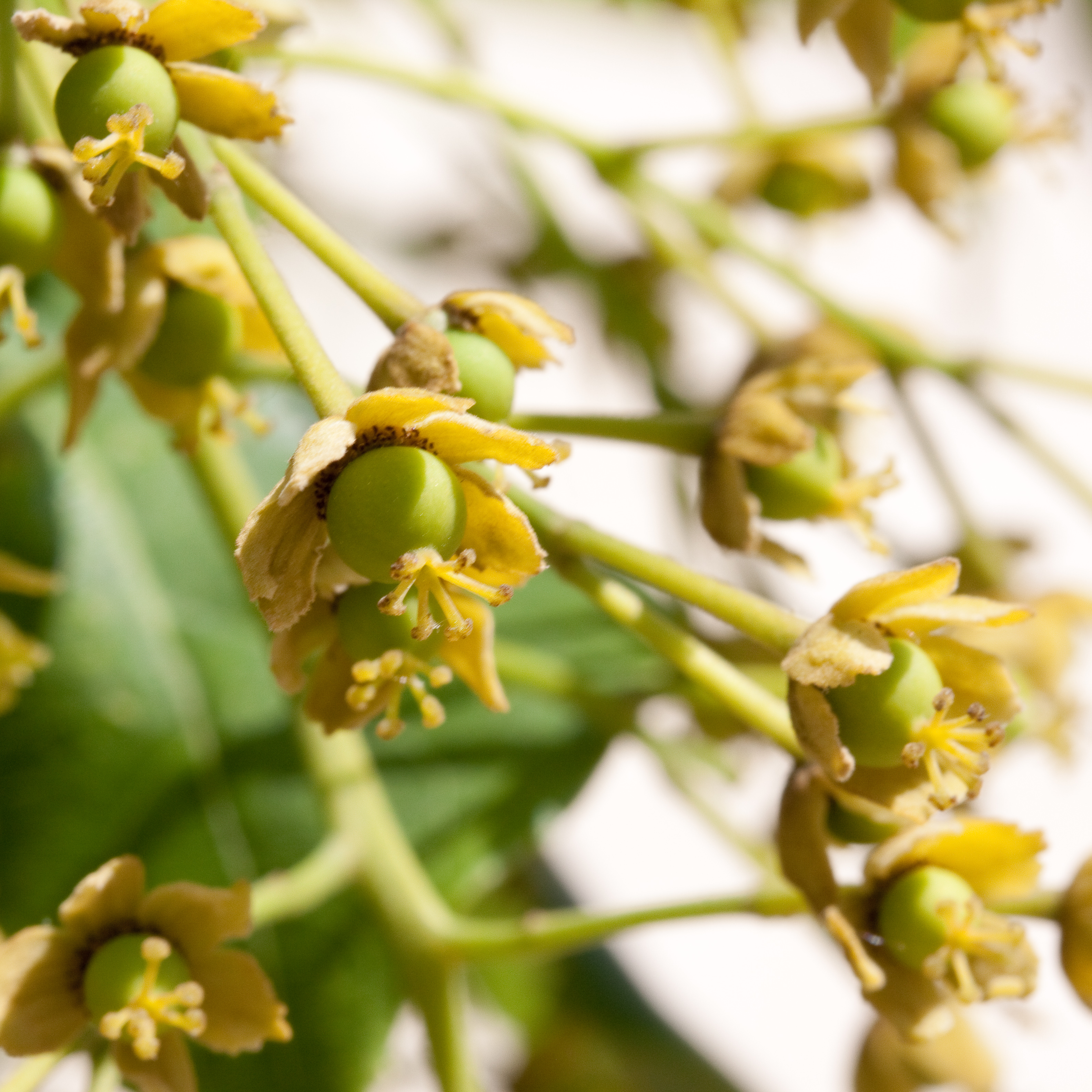